# رودينغ فالي (محطة مترو أنفاق لندن)
رودينغ فالي (بالإنجليزية: Roding Valley)‏ هي إحدى محطات مترو أنفاق لندن. تقع على خط سينترال افتتحت في المنطقة (Zone) رقم 4 افتتحت في 3 فبراير 1936، 21 نوفمبر 1948.